# Guardia de corps

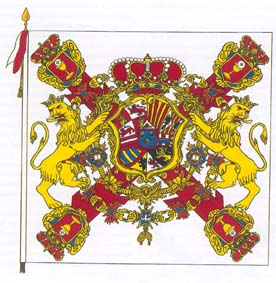
Bandera militar de Felipe V

Se denomina guardia de corps (del francés Garde du Corps) a un tipo de tropa de casa real. Su título indica que tuvo su origen en Francia, datando su nombre oficial del reinado de Luis XII.
La guardia de corps estaba compuesta por gente escogida y destinada a prestar servicio en la inmediación del monarca y generalmente estaba constituida por tropas de caballería. Luis XIV aumentó la fuerza de sus Guardias de corps hasta formar cuatro compañías de 300 caballos cada una, y posteriormente aún se elevó más en Francia el efectivo de aquella guardia provista de gran número de fueros, privilegios y prerrogativas que sostuvieron el gran orgullo de una colectividad en cuya organización no entraban categorías inferiores a la de oficial del ejército.

## Precedentes: guardia personal de los gobernantes en la antigüedad
La Biblia, en Génesis 41:9-13, cuenta la historia de José y su estancia en Egipto, donde entra en relación con Potifar, capitán de guardias del faraón. Como una de las manifestaciones exteriores del poder, así como para su protección y otro tipo de servicios armados o de máxima confianza, era habitual desde la antigüedad que los gobernantes se rodearan de una guardia personal.
Los tiranos griegos se destacaban de los demás ciudadanos de la polis por rodearse de gente armada.
Algunas magistraturas romanas conferían el derecho a ser escoltados por los lictores. A manera de imitación de dicha práctica, en las ceremonias municipales y en las reuniones solemnes de algunas instituciones de la actualidad (como los parlamentos) se suele disponer de personajes armados de forma anacrónica y ataviados de forma vistosa, a efectos más simbólicos que efectivos.
Los emperadores romanos disponían de la guardia pretoriana (que de hecho intervino en muchas ocasiones decisivamente en la sucesión imperial).

## Guardia de corps en España
En los siglos XVI y XVII no se introdujo en España el título de guardia de corps. Durante los dos siglos de la dinastía austriaca, las Guardias Viejas de Castilla, los archeros de Borgoña o de la cuchilla, las guardias amarilla o española, tudesca o alemana, la lancilla, la chamberga, etc. constituyeron la guardia real, es decir, personal del rey. Otro cuerpo especialmente vinculado a la custodia del rey desde la fundación condal castellana eran los Monteros de Espinosa ,el más íntimo a las reales personas y el más antiguo de Europa.
Sin embargo, en 1700, al ocupar Felipe V el trono de España, al mismo tiempo que otras instituciones y nombres franceses, tomaron carta de naturaleza los Guardias de corps, que quedaron organizados en cuerpo por virtud de la Real disposición de 22 de febrero de 1706. En 1814, se nombró oficialmente aquel cuerpo de la Casa Real pero ordinariamente conservó la locución francesa hasta que fue extinguido.
Los soldados del cuerpo de guardias de corps tenían la categoría de oficiales; los cadetes eran capitanes; los exentos y ayudantes, tenientes coroneles; los tenientes eran generales y los capitanes, grandes de España y capitanes generales de ejército. Al principio, el efectivo total de los guardias de corps fue bastante reducido, pero más tarde se llegaron a constituir seis compañías o brigadas: unas de italianos y otras de flamencos y españoles e incluso de americanos de noble estirpe hasta completar, al terminar el siglo XVII, unos mil hombres.
Tan desproporcionada categorización del cuerpo -considerando el propósito que debía cumplir- y teniendo en cuenta las exageradas prerrogativas del cual disfrutaba, a pesar del verdadero prestigio ganado por algunas brillantes acciones militares o de las cualidades sobresalientes de algunos de sus individuos que los distinguiesen de los demás cuerpos, fue la causante final de su desaparición (concretada el 3 de agosto de 1841). De manera posterior, la función de la guardia fue desempeñada por el cuerpo de Guardias alabarderos y el escuadrón de la escolta real.